# Hàn vương Thành
Hàn Thành (chữ Hán: 韓成; ?-206 TCN) là một vị vua chư hầu nước Hàn cuối thời Tần và thời Hán Sở trong lịch sử Trung Quốc.

## Thân thế
Hàn Thành vốn là dòng dõi nước Hàn thời Chiến Quốc, cùng họ với Hàn Tương Vương. Ông được gọi là Hành Dương quân (横陽君).

## Chống Tần
Năm 209 TCN, Trần Thắng khởi binh chống nhà Tần, được 6 tháng thì bị giết. Năm 208 TCN, tướng nước Sở là Hạng Lương kế tục đánh Tần, lập Sở Hoài vương lên thay. Một người thuộc dòng khanh tướng nước Hàn là Trương Lương đề nghị Hạng Lương lập vua nước Hàn để tăng thêm vây cánh.
Hạng Lương nghe theo, sai Trương Lương tìm Hàn Thành, lập làm vua Hàn. Nước Hàn thời Chiến Quốc được tái lập, Trương Lương được phong làm làm tư đồ nước Hàn. Người cùng họ Hàn Thành là Hàn Tín được bổ nhiệm làm Tướng quân phò tá Hàn vương. Hạng Lương cho Hàn Vương cầm hơn 1000 quân đi về hướng tây lấy đất Hàn cũ.
Hàn vương Thành cùng Trương Lương đi đánh lấy được mấy thành, nhưng yếu thế nên bị quân Tần cướp lại ngay. Quân Hàn đi lại đánh quanh quẩn ở miền Dĩnh Xuyên.
Năm 207 TCN, Lưu Bang và Hạng Vũ nhận giao ước đi đánh Tần. Khi Lưu Bang đi từ miền nam Lạc Dương ra khỏi núi Hoàn Viên, Hàn vương Thành và Trương Lương dẫn quân theo, lấy được hơn mười thành nước Hàn, đánh phá quân của tướng Tần là Dương Hùng.
Sau khi thắng Dương Hùng, Lưu Bang sai Hàn Vương Thành ở lại giữ huyện Dương Định, còn mình cùng Trương Lương tiếp tục đi đánh Tần.

## Bị giết
Đầu năm 206 TCN, Trương Lương giúp Lưu Bang vào Hàm Dương diệt nhà Tần. Hạng Vũ có thế lực mạnh hơn, tuy vào đất Tần sau nhưng trở thành người đứng đầu chư hầu, tự xưng là Tây Sở bá vương và phân phong cho các chư hầu.
Lưu Bang yếu thế hơn, phải nhận tước phong là Hán Vương. Hàn Vương Thành đã cho Trương Lương theo giúp Lưu Bang nên Lưu Bang vào Quan Trung trước, nên Hạng Vương oán không cho ông về nước Hàn, bắt theo mình sang Bành Thành giam lỏng.
Không lâu sau, Hạng Vũ giáng Hàn Thành làm Hàn hầu, rồi giết chết ông ở Bành Thành – kinh đô Tây Sở. Không rõ khi đó Hàn Thành bao nhiêu tuổi. Hạng Vũ lập thủ hạ của mình, tức huyện lệnh đất Ngô là Trịnh Xương làm Hàn Vương. Tư đồ Trương Lương bỏ trốn theo Hán vương, sau này giúp Lưu Bang diệt Tây Sở (202 TCN).